# Les Rebelles de Fort Thorn
Pour plus de détails, voir Fiche technique et Distribution.
Les Rebelles de Fort Thorn (Two Flags West) est un film américain réalisé par Robert Wise, sorti en 1950.

## Synopsis
Amnistiés, soixante prisonniers confédérés, commandés par le colonel Tucker, partent combattre les Indiens. Le commandant du fort, Kenniston, est un ennemi du Sud, dur et amer. Tucker tente de gagner sa confiance, afin d'organiser la désertion de ses hommes...

## Fiche technique
- Titre : Les Rebelles de Fort Thorn
- Titre original : Two Flags West
- Réalisation : Robert Wise
- Scénario : Casey Robinson, d'après une histoire de Curtis Kenyon et Frank S. Nugent
- Production : Casey Robinson
- Société de production : 20th Century Fox
- Directeur musical : Alfred Newman
- Musique : Hugo Friedhofer
- Photographie : Leon Shamroy
- Montage : Louis R. Loeffler
- Direction artistique : Chester Gore et Lyle R. Wheeler
- Costumes : Edward Stevenson, Charles Le Maire et Sam Benson (non crédité)
- Pays de production : États-Unis
- Format : Noir et blanc - Son : Mono
- Genre : Western
- Durée : 92 minutes
- Date de sortie : 
  - États-Unis : 12 octobre 1950 New York

## Distribution
- Joseph Cotten : Colonel Clay Tucker
- Linda Darnell : Elena Kenniston
- Jeff Chandler : Major Henry Kenniston
- Cornel Wilde : Capitaine Mark Bradford
- Dale Robertson : Lem
- Jay C. Flippen : Sergent Terrance Duey
- Noah Beery Jr. : Cy Davis
- Harry von Zell : Ephraim Strong
- Johnny Sands : Lieutenant Adams
- Arthur Hunnicutt : Sergent Pickens